# Serie A 1967 (pallanuoto maschile)
La Serie A 1967 fu la 48ª edizione del massimo livello del campionato italiano di pallanuoto maschile. Nell'anno che vide il fugace debutto del Posillipo, il quale portò per la prima volta tre squadre della stessa città (Napoli) in Serie A, la Pro Recco vinse il suo ottavo titolo rimanendo imbattuta per la terza stagione consecutiva.

## Classifica finale
|  |     | Classifica 1967   | Pt | G  | V  | N | P  | GF  | GS  |
|  | --- | ----------------- | -- | -- | -- | - | -- | --- | --- |
|  | 1.  | Pro Recco         | 35 | 18 | 17 | 1 | 0  | 159 | 43  |
|  | 2.  | Nervi             | 27 | 18 | 12 | 3 | 3  | 101 | 70  |
|  | 3.  | Canottieri Napoli | 24 | 18 | 11 | 2 | 5  | 106 | 86  |
|  | 4.  | Camogli           | 18 | 18 | 8  | 2 | 8  | 93  | 99  |
|  | 5.  | Napoli            | 17 | 18 | 7  | 3 | 8  | 107 | 111 |
|  | 6.  | Sori              | 16 | 18 | 6  | 4 | 8  | 90  | 98  |
|  | 7.  | Civitavecchia     | 15 | 18 | 6  | 3 | 9  | 88  | 96  |
|  | 8.  | Lazio             | 13 | 18 | 5  | 3 | 10 | 75  | 95  |
|  | 9.  | Florentia         | 13 | 18 | 5  | 3 | 10 | 68  | 105 |
|  | 10. | Posillipo         | 2  | 18 | 1  | 0 | 17 | 55  | 139 |

## Verdetti
- Pro Recco Campione d'Italia
- CN Posillipo retrocesso in Serie B